# Håvard Flo
Håvard Flo (født 4. april 1970) er en tidligere Norsk fodboldspiller. Han spillede for Stryn og Sogndal IL, før han i 1994 forlod Norge og spillede for AGF, SV Werder Bremen og FC Wolverhampton Wanderers. Håvard Flo vandt i 1996 den danske landspokaltunering med AGF. I 2001 vendte han tilbage til Sogndal hvor han spillede til 2008.  I 2010 gjorde han comeback for Sogndal, hvor han efterfølgende fortsatte som assistenttræner